# Luigi Pelloux
Luigi Gerolamo Pelloux, nascido Louis Jérôme Pelloux (La Roche-sur-Foron, 1 de março de 1839 — Bordighera, 26 de outubro de 1924), foi um político italiano. Ocupou o cargo de primeiro-ministro da Itália entre 29 de junho de 1898 até 24 de Junho de 1900.

## Início da carreira
Pelloux nasceu em La Roche-sur-Foron, Savoy, então parte do Reino da Sardenha. Entrando no exército como tenente de artilharia em 1857, ganhou a medalha de bravura militar na Batalha de Custoza em 1866 e, em 20 de setembro de 1870, comandou a brigada de artilharia que golpeou a brecha na muralha de Roma na Porta Pia, que permitiu que os soldados Bersaglieri entrassem em Roma e completassem a unificação da Itália. Ele entrou no escritório de guerra em 1870 e em 1880 tornou-se secretário-geral, cargo em que introduziu muitas reformas úteis no exército.
Foi eleito para a Câmara em 1881 como deputado por Livorno, que representou até 1895, e ingressou no partido da Esquerda. Após uma sucessão de altos comandos militares, ele foi nomeado Chefe do Estado-Maior em 1896. Foi Ministro da Guerra nos gabinetes Rudinì e Giolitti de 1891–1893. Em julho de 1896, ele retomou a pasta da Guerra no gabinete Rudinì e foi nomeado senador. Em maio de 1897, ele garantiu a adoção do Projeto de Lei de Reforma do Exército, fixando as despesas militares italianas em um máximo de 9 560 000 por ano, mas em dezembro daquele ano foi derrotado na Câmara na questão da promoção de oficiais.

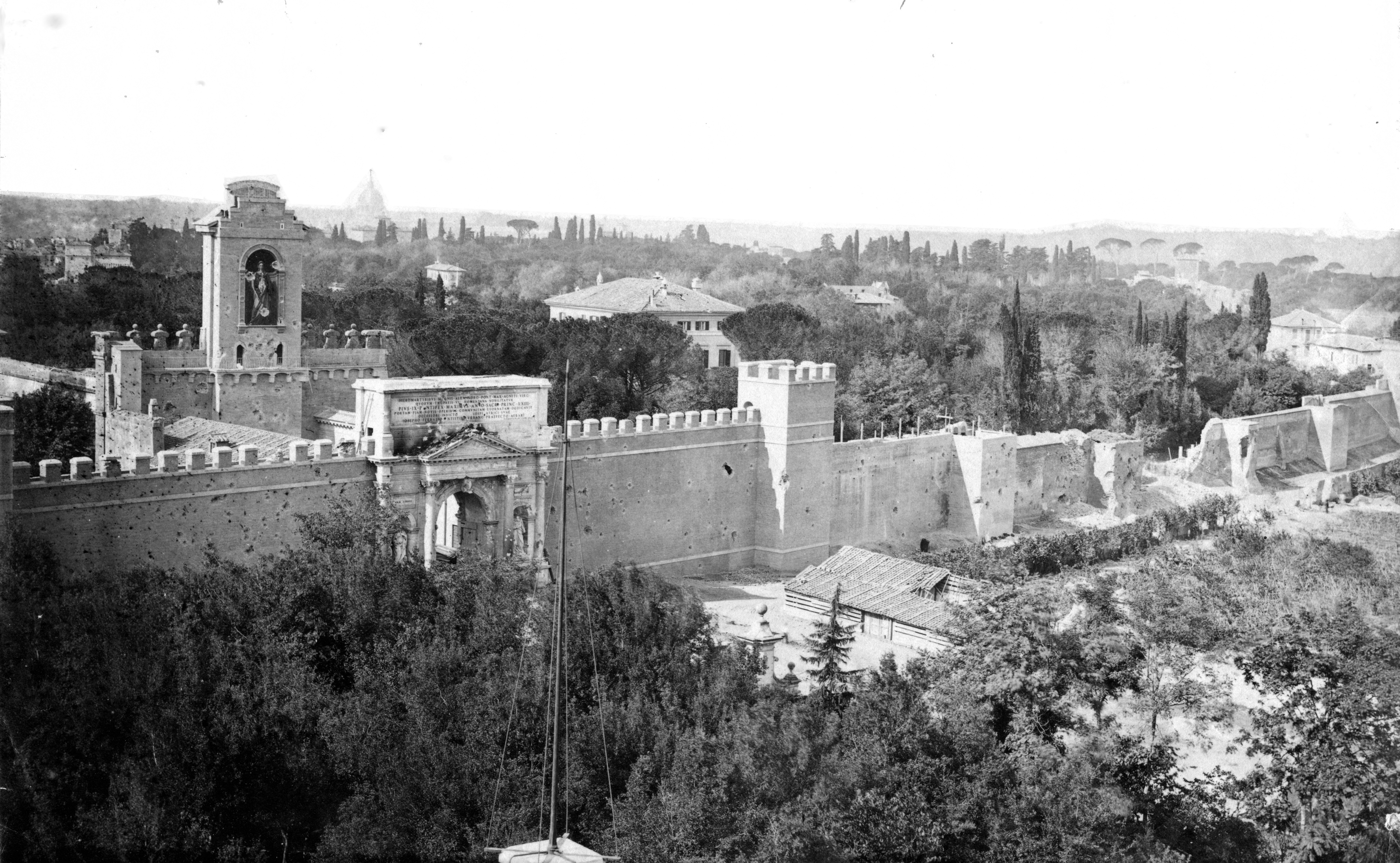
"Porta Pia" nas Muralhas Aurelianas de Roma em 1870

## Primeiro-Ministro da Itália
Renunciando ao cargo, foi enviado como Comissário Real a Bari em maio de 1898, onde, sem recorrer à lei marcial, conseguiu restaurar a ordem pública reprimindo as manifestações de rua exigindo "pão e trabalho". Após a queda de Rudinì em junho de 1898, após o massacre de Bava-Beccaris, o general Pelloux foi encarregado pelo rei Umberto da formação de um novo governo e assumiu o cargo de primeiro-ministro e ministro do Interior. Ele renunciou ao cargo em maio de 1899 por causa de sua política chinesa, mas foi novamente encarregado da formação de um governo. Seu novo gabinete era essencialmente militar e conservador, o mais decididamente conservador desde 1876.
Ele tomou medidas severas contra os elementos revolucionários na Itália. A Lei de Segurança Pública para a reforma das leis policiais, assumida por ele do gabinete Rudinì, e eventualmente promulgada por decreto real, foi ferozmente obstruída pelo Partido Socialista da Itália (PSI) e pela Extrema Esquerda. A lei tornou ilegais as greves de funcionários do estado; deu ao executivo amplos poderes para proibir reuniões públicas e dissolver organizações subversivas; reviveu as penas de banimento e prisão preventiva por delitos políticos; e reforçou o controle da imprensa, responsabilizando os autores por seus artigos e declarando crime a incitação à violência.
Os Radicais e Socialistas iniciam uma campanha obstrucionista contra a nova lei coercitiva usando a obstrução: pontos de ordem, discursos intermináveis e outras táticas de atraso processual. Quando Pelloux tentou forçar a lei através do Parlamento por decreto real em junho de 1899, políticos mais moderados como Giuseppe Zanardelli e Giovanni Giolitti, que consideravam a medida inconstitucional, juntaram-se à oposição. A crescente oposição conseguiu forçar o general Pelloux a dissolver a Câmara em maio de 1900 e a renunciar ao cargo após as eleições gerais em junho.